# 11月18日广场

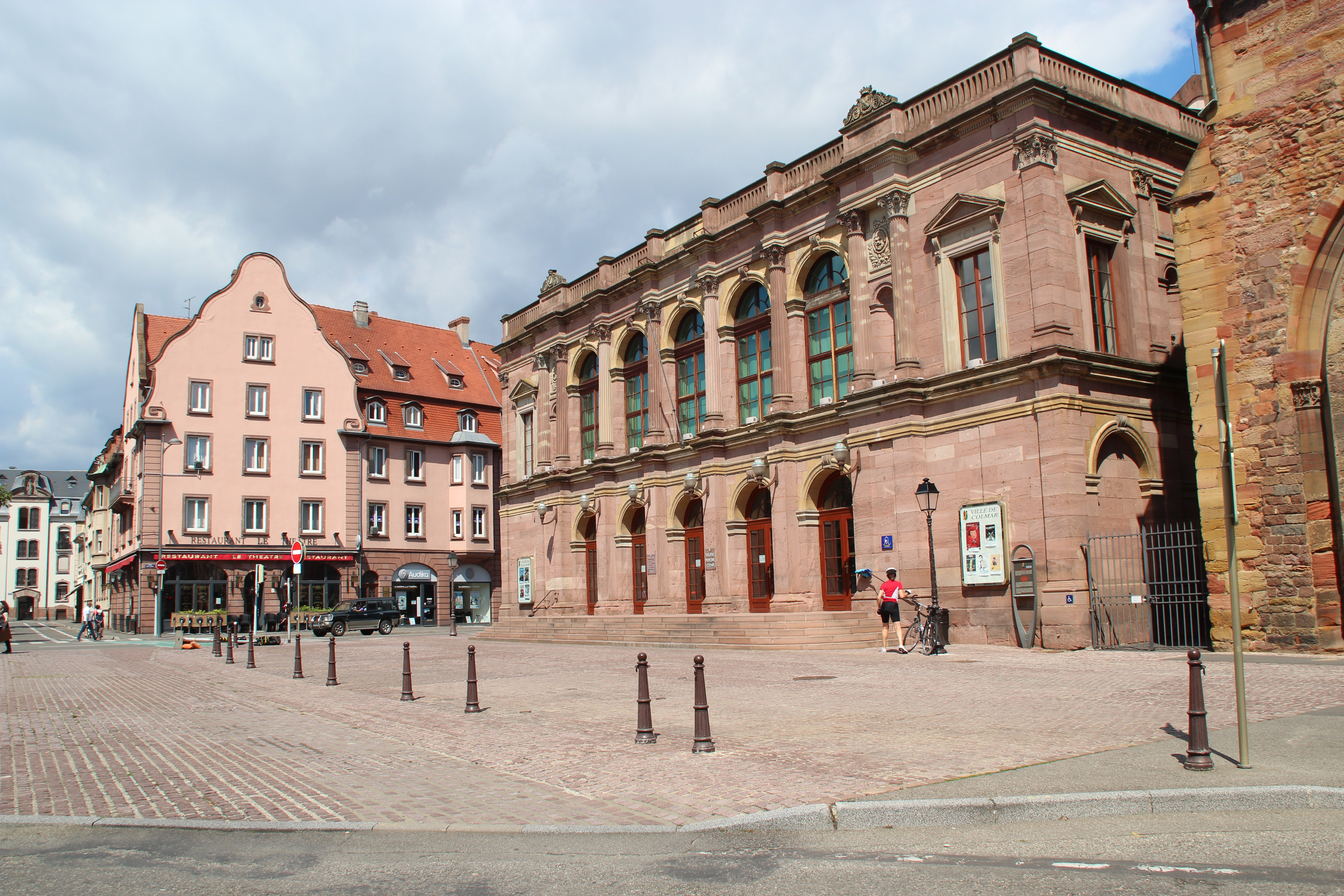
11月18日广场与科尔马歌剧院

11月18日广场（法語：Place du 18-Novembre）是法国阿尔萨斯上莱茵省科尔马的一个公共广场，位于科尔马的中区。前往广场可经由克勒伯街（Rue Kléber）、德班街（Rue des Bains）和沃尔夫林街（rue Woelfelin）。科尔马的1路、2路、3路、4路、5路、6路、7路、8路、20路、21路、22路、23路、24路、25路、26路巴士，均停靠剧院站（Théâtre）。

## 名称
广场得名于1918年11月18日，也就是1918年11月11日停战协定签署 7天后法国军队进入该市的日期。

## 建筑
在这个广场上有以下重要建筑：
- 科尔马歌剧院（Théâtre municipal de Colmar），建于1849年[4]

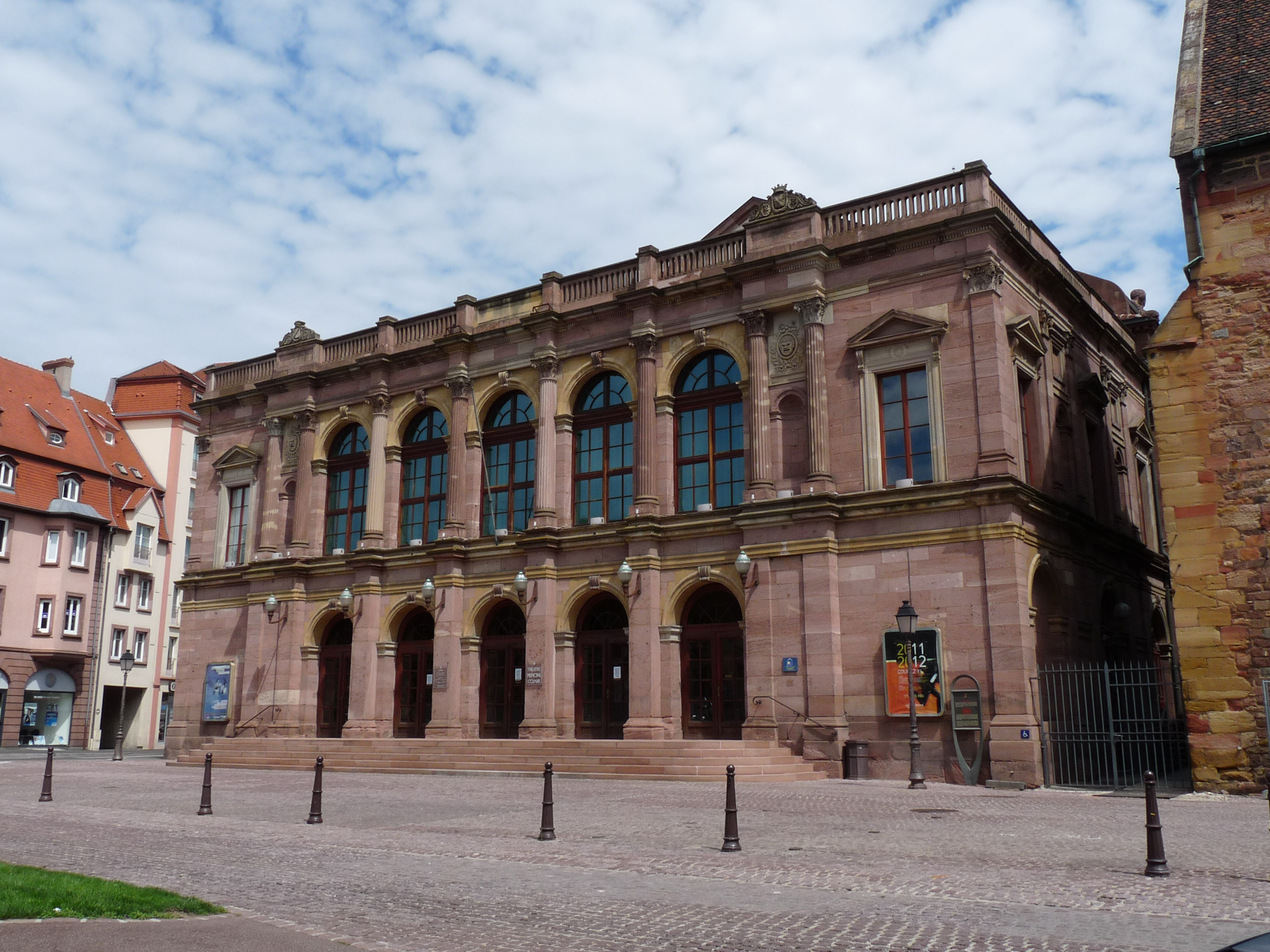
科尔马歌剧院